# Guvernul Nicolae Ciucă
Guvernul Nicolae Ciucă a exercitat puterea executivă în România începând cu 25 noiembrie 2021 și până la 12 iunie 2023. Condus de politicianul și generalul român în rezervă Nicolae Ciucă, guvernul a fost girat de Coaliția Națională pentru România (CNR), alcătuită din partidele politice Partidul Social Democrat (PSD) și Partidul Național Liberal (PNL) și din organizația politică Uniunea Democrată Maghiară din România (UDMR/RMDSZ), susținut în Parlament de către grupul parlamentar al minorităților naționale de asemenea. Partidul Umanist Social Liberal a primit posturi de nivel jos în guvernul Ciucă.
De la învestirea sa, guvernul Ciucă a fost criticat pentru tendințele sale de autoritarism și iliberalism.

## Descriere
Guvernul Nicolae Ciucă a fost un guvern supermajoritar format de alianța politică Coaliția Națională pentru România (CNR), care însumează 65% dintre deputații și senatorii Parlamentului României, formându-se majoritate absolută, compusă din Partidul Social Democrat (PSD), Partidul Național Liberal (PNL), și Uniunea Democrată Maghiară din România (UDMR/RMDSZ), sprijinită de deputații Grupului parlamentar al Minorităților Naționale, însumând 4% dintre deputați și senatori, astfel încrederea acordată la votul de învestitură a fost de 69%.
Premierul Nicolae Ciucă a demisionat pe 12 iunie 2023, ceea ce înseamnă că statutul guvernului a devenit unul interimar, iar o persoană din cadrul Guvernului României va fi desemnată să preia funcția de prim-ministru cu rol interimar până la învestirea unui nou guvern.

## Istoric
Informații suplimentare: Criza politică din România din 2021
În data de 22 noiembrie 2021, Nicolae Ciucă a fost desemnat prim-ministru pentru a doua oară. 
În zilele de 22 și 23 noiembrie 2021, partidele politice constituante ale guvernului au anunțat componența acestuia.
Tot pe 23 noiembrie 2021, cele trei formațiuni politice și-au demonstrat majoritatea parlamentară, votând candidați comuni pentru funcțiile de președinte ale Camerelor Parlamentului: președintele Camerei Deputaților — Marcel Ciolacu, afiliat PSD și președintele Senatului — Florin Cîțu, afiliat PNL. În timp ce Camera Deputaților nu mai avea președinte cu mandat cu atribuții depline din cauza demisiei fostului prim-ministru Ludovic Orban, Senatul a demis-o pe președinta Anca Dragu și a fost înlocuită în aceeași zi cu premierul interimar din acel moment, Florin Cîțu.
În 24 noiembrie 2021, au avut loc audierile miniștrilor propuși în comisiile parlamentare. Toți miniștrii au fost validați prin audieri.
În 25 noiembrie 2021, guvernul a fost supus votului de încredere în Parlamentul României (primind 318 de voturi „pentru” și 126 „împotrivă”), a avut loc ceremonia de depunere a jurământului la Cotroceni și a fost publicat decretul în Monitorul Oficial.
La data de 8 decembrie 2021, s-a înființat în Guvernul Nicolae Ciucă postul ministerial de secretar general al Guvernului. Funcția este ocupată de Marian Neacșu, afiliat Partidului Social Democrat.
Pe 15 decembrie 2021, Florin Roman a demisionat din funcția de ministru al Cercetării, Inovării și Digitalizării. Apoi, funcția a fost preluată interimar de ministrul Energiei, Virgil Popescu.
În 28 ianuarie 2022, după o lună la demisia lui Florin Roman, ministrul Fondurilor Europene în guvernele Orban (1) și Orban (2), Marcel Boloș, a fost învestit în funcția de ministrul Cercetării, Inovării și Digitalizării de către Președintele României Klaus Iohannis la Palatul Cotroceni.
Pe 7 aprilie 2022, Dan Vîlceanu a demisionat din funcția de ministru al Fondurilor Europene. Funcția este preluată interimar de Ioan-Marcel Boloș, care a mai deținut anterior ministerul.
Pe 3 mai 2022, Marcel Boloș a devenit ministru al Proiectelor Europene, iar deputatul Sebastian Burduja ministru al Digitalizării.
Pe 23 iunie 2022, Adrian Chesnoiu a demisionat din funcția de ministru al Agriculturii, după ce a fost acuzat de corupție, abuz în serviciu și trucaj cu participarea angajaților de stat.
Pe 8 iulie 2022, la două săptămâni după demisia lui Adrian Chesnoiu, Petre Daea a redevenit ministru al Agriculturii după mai bine de cinci ani.
Pe 28 iulie 2022, în urma discursului prim-ministrului maghiar Viktor Orban în localitatea Băile Tușnad, doi președinți ale unor filiale ale PNL au susținut că UDMR trebuie să renunțe la portofoliile ministeriale deținute de el și să treacă în Opoziția Parlamentară. Apoi, și Președintele României a cerut explicații organizației politice UDMR să răspundă cu privire la discursul șefului executivului maghiar.
Pe 29 septembrie 2022, Sorin Cîmpeanu a demisionat din funcția de ministru al Educației, după un an și jumătate de la conducerea sa din acest post, fiind acuzat de plagiat.
Pe 3 octombrie 2022, Ligia Deca a fost numită și învestită de președintele Klaus Iohannis în funcția de ministru al Educației.
Pe 24 octombrie 2022, Vasile Dîncu a demisionat din funcția de ministru al Apărării Naționale, după 11 luni de mandat, fiind preluat interimar de către Premierul României Nicolae Ciucă.
Pe 31 octombrie 2022, la o săptămână după plecarea lui Vasile Dîncu, Angel Tîlvăr a devenit ministru al Apărării Naționale.
Pe 12 iunie 2023, într-o conferință de presă a Guvernului României, Nicolae Ciucă a anunțat că își va depune demisia la sediul Administrației Prezidențiale a României, pentru a fi trecută în registru. Guvernul nu mai poate îndeplini decât actele necesare, având statut interimar până când un nou cabinet de miniștri va începe să exercite puterea executivă în România.
În baza unui acord politic semnat de PNL, PSD și UDMR, un nou guvern prezidat de un prim-ministru PSD preia mandatul.

## Configurația politică
Anumite funcții din Guvern își vor schimba (conform acordului politic al coaliției) apartenența politică, mai exact: Prim-ministrul, Secretarul General al Guvernului, și miniștrii Afacerilor Interne, Justiției, Finanțelor Publice și Apărării.  Presupunând că alianța guvernamentală nu se va desființa între timp, următoarea rotativă va avea loc pe 25 mai 2023.
| Minister                                                                     | Nume              | Partid      | În funcție din    | Până la            |
| ---------------------------------------------------------------------------- | ----------------- | ----------- | ----------------- | ------------------ |
| Prim-ministru al României                                                    | Nicolae Ciucă     |             | 25 noiembrie 2021 | 12 iunie 2023      |
| Viceprim-ministru al României Ministru al Transporturilor și Infrastructurii | Sorin Grindeanu   |             | 25 noiembrie 2021 | 15 iunie 2023      |
| Viceprim-ministru al României Fără calitate de ministru                      | Hunor Kelemen     |             | 25 noiembrie 2021 | 15 iunie 2023      |
| Ministrul Afacerilor Externe                                                 | Bogdan Aurescu    | Independent | 25 noiembrie 2021 | 15 iunie 2023      |
| Ministrul Afacerilor Interne                                                 | Lucian Bode       |             | 25 noiembrie 2021 | 15 iunie 2023      |
| Ministrul Agriculturii și Dezvoltării Rurale                                 | Adrian Chesnoiu   |             | 25 noiembrie 2021 | 23 iunie 2022      |
| Ministrul Agriculturii și Dezvoltării Rurale                                 | Petre Daea        |             | 8 iulie 2022      | 15 iunie 2023      |
| Ministrul Apărării Naționale                                                 | Vasile Dîncu      |             | 25 noiembrie 2021 | 24 octombrie 2022  |
| Ministrul Apărării Naționale                                                 | Angel Tîlvăr      |             | 31 octombrie 2022 | 15 iunie 2023      |
| Ministrul Cercetării, Inovării și Digitalizării                              | Florin Roman      |             | 25 noiembrie 2021 | 15 decembrie 2021  |
| Ministrul Cercetării, Inovării și Digitalizării                              | Ioan-Marcel Boloș |             | 28 ianuarie 2022  | 3 mai 2022         |
| Ministrul Cercetării, Inovării și Digitalizării                              | Sebastian Burduja |             | 3 mai 2022        | 15 iunie 2023      |
| Ministrul Culturii                                                           | Lucian Romașcanu  |             | 25 noiembrie 2021 | 15 iunie 2023      |
| Ministrul Dezvoltării, Lucrărilor Publice și Administrației                  | Attila Cseke      |             | 25 noiembrie 2021 | 15 iunie 2023      |
| Ministrul Economiei                                                          | Florin Spătaru    |             | 25 noiembrie 2021 | 15 iunie 2023      |
| Ministrul Educației                                                          | Sorin Cîmpeanu    |             | 25 noiembrie 2021 | 29 septembrie 2022 |
| Ministrul Educației                                                          | Ligia Deca        |             | 3 octombrie 2022  | 15 iunie 2023      |
| Ministrul Energiei                                                           | Virgil Popescu    |             | 25 noiembrie 2021 | 15 iunie 2023      |
| Ministrul Finanțelor                                                         | Adrian Câciu      |             | 25 noiembrie 2021 | 15 iunie 2023      |
| Ministrul Investițiilor și Proiectelor Europene                              | Dan Vîlceanu      |             | 25 noiembrie 2021 | 7 aprilie 2022     |
| Ministrul Investițiilor și Proiectelor Europene                              | Ioan-Marcel Boloș |             | 3 mai 2022        | 15 iunie 2023      |
| Ministrul Justiției                                                          | Cătălin Predoiu   |             | 25 noiembrie 2021 | 15 iunie 2023      |
| Ministrul Muncii și Solidarității Sociale                                    | Marius Budăi      |             | 25 noiembrie 2021 | 15 iunie 2023      |
| Ministrul Mediului, Apelor și Pădurilor                                      | Barna Tánczos     |             | 25 noiembrie 2021 | 15 iunie 2023      |
| Ministrul Sănătății                                                          | Alexandru Rafila  |             | 25 noiembrie 2021 | 15 iunie 2023      |
| Ministrul Sportului                                                          | Eduard Novak      |             | 25 noiembrie 2021 | 15 iunie 2023      |
| Ministrul Familiei, Tineretului și Egalității de Șanse                       | Gabriela Firea    |             | 25 noiembrie 2021 | 15 iunie 2023      |
| Ministrul Antreprenoriatului și Turismului                                   | Daniel Cadariu    |             | 25 noiembrie 2021 | 15 iunie 2023      |
| Secretarul General al Guvernului                                             | Marian Neacșu     |             | 8 decembrie 2021  | 15 iunie 2023      |

### Distribuția ministerelor conform afilierii politice
- Partidul Social Democrat (PSD) 10 / 21 47,62%
- Partidul Național Liberal (PNL) 7 / 21 + Prim-ministru
 33,34%
- Uniunea Democrată Maghiară din România (UDMR/RMDSZ) 3 / 21 + Viceprim-ministru
14,29%
- Independent 1 / 21 4,76%

## Proiecte guvernamentale

### Domeniul energetic

#### Susținerea energiei nucleare obținute prin reactori modulari mici
Guvernul a semnat un acord pentru dezvoltarea de reactori modulari mici cu firma americană NuScale Power.

#### Susținerea dezvoltării automobilelor electrice
Prim-ministrul României a declarat susținere pentru inițiativa unui colectiv clujean de dezvoltatori ai unui prototip românesc de automobil electric la prezentarea publică a acestuia la un târg tehnologic în 20 mai 2022.

#### Taxa pe soare
Prin O.U.G. 163/2022 Guvernul a încercat transpunerea Directivei Europene 2018/2001 privind unele reglementări din domeniul energiei. Astfel, la Art. 21 documentul prevede că pe viitor autoritățile Statului vor putea introduce anumite taxe pentru prosumatori, inclusiv pentru autoconsum. Documentul a stârnit nemulțumirea multor organizații de mediu, precum Greenpeace, care s-au arătat foarte nemulțumite de acesta. Partidul USR, aflat în opoziție, a anunțat că va sesiza Comisia Europeană privind noua taxă.

### Creșteri de taxe și impozite

#### Creșterea cu 66% a impozitului pe chirii
Prin Art. 52 al O.G. 16/2022 Guvernul a aprobat creșterea impozitului la 10% începând cu 1 ianuarie 2023, față de 6% cât era anterior. (Era 10% dar se aplica o cotă forfetară de 40% din impozit, rezultând o cotă netă de 6%)

#### Creșterea cu 60% a impozitului pe dividende
Prin O.G. 16/2022 Guvernul a aprobat creșterea impozitului pe dividende de la 5% la 8%, începând cu 1 ianuarie 2023.

#### Creșterea TVA în Horeca
Prin O.G. 16/2022 Guvernul a aprobat creșterea TVA în domeniul Horeca de la 5% la 9%, începând cu 1 ianuarie 2023.

#### Suprataxarea contractelor part-time
Prin Art. 68 al O.G. 16/2022 Guvernul a aprobat creșterea contribuțiilor de asigurări sociale (CAS și CASS) pentru contractele cu normă parțială cel puțin la nivelul unui salariu minim pe țară întreg.

#### Scăderea plafonului pentru TVA redus în cazul cumpărării de locuințe
Prin O.G. 16/2022 Guvernul a aprobat reducerea de la 700.000 lei la 600.000 lei a plafonului pentru aplicarea unei cote reduse de TVA, de 5%. În plus, de la 1 ian. 2023, cumpărătorii pot bebeficia de TVA de 5% doar la achiziția unei singure locuințe. Măsura a creat îngrijorare pe piața imobiliară.

#### Scăderea plafonului minim pentru plata CASS
Prin O.G. 16/2022 Guvernul a schimbat metoda de calcul a CASS (contribuția la asigurările sociale de sănătate), introducând plata CASS pentru cetățenii cu venituri sub echivalentul a 12 salarii minime, cât și creșterea CASS pentru venituri peste echivalentul a 24 de salarii minime. Astfel, dacă anterior exista doar un singur plafon, echivalent cu 12 salarii minime, plafon peste care contribuabilul plătea echivalentul CASS-ului pentru 12 salarii minime, Guvernul a aprobat reducerea plafonului minim la 6 salarii. Astfel, de acum și cei care depășesc un venit echivalent a 6 salarii minime vor datora CASS cât pentru 6 salarii minime. În plus, cei care vor avea venituri între 12 și 24 salarii minime, vor plăti CASS echivalent cu 12 salarii minime. Pe lângă acestea, s-a mai introdus și pragul de venit echivalent cu 24 de salarii minime peste care contribuabilul trebuie să achite CASS corespunzător a 24 de salarii minime.

#### Firmele mai mici au trecut la impozit pe profit
Prin O.G. 16/2022 Guvernul reduce numărul companiilor pentru care se aplică regimul microîntreprinderilor, adică o cotă de impozitare de 1-3% din venit. Astfel, foarte multe companii au trecut la regimul impozitării profitului, de 16%. 
Printre acestea se numără:
- firmele fără angajați
- firmele care au minim 20% din venituri provenite din activități de consultanță și/sau management
- firmele cu cifra de afaceri peste 500.000 de euro (față de 1.000.000 de euro)
- firmele care au asociați care dețin minim 25% din titlurile de participare la minim 3 alte firme care plătesc impozit pe venit

#### Impozitarea caselor de marcat de tip self-pay - Proiect PSD
În 2023 PSD propune o lege de taxare a comercianților care folosesc case de marcat de tip self-pay după ce tot mai multe magazine folosesc acest tip de aparate.

## Opoziția parlamentară
Uniunea Salvați România (USR), Alianța pentru Unirea Românilor (AUR), Forța Dreptei (FD), Partidul Alternativa Dreaptă (AD), Alianța pentru Patrie (APP), Partidul Reînnoim Proiectul European al României (REPER), Partidul SOS România și Grupul parlamentar al Neafiliaților formează Opoziția Parlamentară față de Guvernul Nicolae Ciucă. 
USR și-a retras susținerea acordată prim-ministrului Florin Cîțu după ce a respins proiectul Anghel Saligny și nu a tolerat multe probleme cu prim-ministrul, printre care istoricul penal al acestuia. Ca replică, PNL nu a mai coalizat cu USR, ci a început discuții cu PSD privind formarea unui nou cabinet guvernamental.
În timpul guvernării Nicolae Ciucă, USR a inițiat moțiuni simple împotriva unor miniștri din Guvern, cele mai importante fiind cele inițiate împotriva ministrului Energiei, Virgil Popescu (nefiind însă revocat), și cea inițiată împotriva ministrului Educației Naționale, Sorin Cîmpeanu, care nu a fost demis prin moțiune simplă, ci a demisionat din cauza unui plagiat din teza sa de doctorat. USR a mai deschis dezbateri parlamentare pentru a discuta, ca alternativă la moțiunile simple, ordinele de ministru și declarațiile unor miniștri care erau considerate mai mult sau mai puțin controversate.
AUR a fost în opoziție față de toate guvernele din legislatura 2020-2024 al legislativului. Partidul a susținut moțiunile simple prin vot. 
FD este un partid rezultat din desprinderea unui părți din PNL care a susținut mișcarea lui Ludovic Orban de a demisiona din partid. Partidul a susținut moțiunile simple USR prin vot și, începând cu ultima moțiune simplă inițiată împotriva ministrului Energiei, Virgil Popescu, a devenit grup semnatar al moțiunilor, în urma demisiei a unor deputați USR și trecerea lor într-un nou partid (REPER).
Neafiliații sunt senatori și deputați care nu mai sunt afiliați partidului și/sau grupului parlamentar pentru care au candidat. Din neafiliați fac parte deputați și senatori afiliați anterior din toate partidele parlamentare (PSD, PNL, USR, AUR, UDMR, excluzând Grupul Minorităților Naționale)
Începând cu anul 2022, Guvernul Nicolae Ciucă a fost supus mai multor moțiuni simple inițiate împotriva unor miniștri afiliați Partidului Național Liberal și Uniunii Democrate a Maghiarilor din România, toate fiind inițiate de deputați asociați partidului Uniunea Salvați România. Fiecare moțiune simplă nu a reușit să întrunească majoritatea necesară. Cea mai recentă moțiune simplă este cea împotriva ministrului Afacerilor Interne Lucian Bode, fiind depusă pe 4 octombrie 2022, iar în perioada următoare vor fi dezbaterile și pe urmă votul final asupra moțiunii simple. O moțiune simplă depusă a fost invalidă, fiind aceea împotriva ministrului Culturii, Lucian Romașcanu, din cauza unei erori la tabelul de semnături. Singurul partid politic din coaliție care nu a avut până în prezent un ministru supus unei moțiuni a fost Partidul Social Democrat. 
În ultimele zile ale lunii mai, senatorul de Iași Diana Șoșoacă s-a înscris în formațiunea SOS România, fiind neafiliată până atunci. După un timp, senatoarea a devenit președinte în cadrul formațiunii politice.
De-a lungul lunii iunie, deputați și senatori din USR s-au dezafiliat din formațiune, optând pentru afilierea în actualul partid politic REPER. Nu au demisionat toți în același timp, ci unul câte unul, pentru ca tranziția din USR în REPER să rămână timp îndelungat în presă.
Partidele politice Forța Dreptei, Alianța pentru Patrie, SOS România și REPER nu au grupuri parlamentare proprii, dar au fost menționate pentru că au unul sau mai mulți parlamentari afiliați în aceste formațiuni. Dintre toate, Forța Dreptei deține cel mai mare număr de parlamentari. Cu toate că are numărul necesar de formare a unui grup parlamentar, Forța Dreptei nu poate forma unul, deoarece Regulamentul Camerei Deputaților interzice înființarea unui grup parlamentar în timpul mandatului legislativului. Se poate forma grup parlamentar doar în timpul validării mandatelor deputaților și senatorilor. Pentru Forța Dreptei există un grup parlamentar care funcționează doar moral, nefiind înregistrat la Camera Deputaților.

## Evenimente semnificative

#### Greva profesorilor din 2023[20]
Pe 22 mai 2023 a fost declanșată o grevă generală în sistemul de învățământ din România, profesorii cerând o creștere a salariilor în educație cu 25%. În timpul grevei, au existat multiple încercări ale sindicatelor și profesorilor de a negocia cu guvernul României, precum și cu președintele Klaus Iohannis. Pe 12 iunie 2023, sindicatele au anunțat suspendarea grevei generale. A fost prima grevă în educație după 18 ani.
Examenele de clasa a VI-a, planificate inițial pentru zilele de 24 și 25 mai, au fost amânate de două ori din cauza grevei generale, înainte de anularea lor pe 11 iunie. Examenele de bacalaureat au fost în pericol de amânare dar acest lucru nu s-a mai întâmplat după ce probele de competențe au fost echivalate cu mediile din liceu. 
Greva profesorilor a amânat și demisia lui Nicolae Ciucă, demisie care ar fi trebuit să se întâmple pe data de 25 mai 2023, conform protocolului coaliției de guvernare, dar a fost amânată până la data de 12 iunie 2023.